# Merkules
Cole Stevenson (født 27. september 1992 i Surrey, Canada), bedre kendt under kunsternavnet Merkules, er en canadisk rapper. Han har ofte samarbejdet med rapperen Snak the Ripper.

## Personligt
Cole begyndte at rappe, da han var 16 år gammel, og oprindeligt oprindeligt gik under kunsternavnet Merk Mikz, da han optrådte på King of the Dot. Senere i samme alder fik Cole påført sig et ar på venstre kind grundet et overfaldt med en machete samt baseball bat. Dette blev så insirationen for at skrive albummet Scars.

## Diskografi
- Special Occasion (2019)
- Cole (2018)
- Trust Your Gut (2017)
- Scars (2015)
- Hunger Pains (2013)
- Bacon Bits (2012)
- Canadian Bacon (2012)